# Maria Elisabetta Guglielmina di Baden
Maria Elisabetta Guglielmina di Baden (Karlsruhe, 7 settembre 1782 – Bruchsal, 8 dicembre 1808) nata principessa di Baden, divenne duchessa di Brunswick-Wolfenbüttel e di Oels per matrimonio.

## Famiglia d'origine
Maria era figlia di Carlo Luigi (1755-1801), principe ereditario di Baden, e di Amalia d'Assia-Darmstadt (1754-1832). I suoi nonni paterni erano Carlo Federico, margravio di Baden e la principessa Carolina Luisa d'Assia-Darmstadt; quelli materni Luigi IX, landgravio d'Assia-Darmstadt e la principessa Carolina del Palatinato-Zweibrücken-Birkenfeld.

## Biografia

### Matrimonio
Il 1º novembre 1802 Maria sposò, a Karlsruhe il duca Federico Guglielmo di Braunschweig-Lüneburg-Oels (1771−1815), quarto figlio del duca Carlo Guglielmo Ferdinando di Brunswick-Wolfenbüttel e di sua moglie, la principessa britannica Augusta di Hannover.

### Fuga ed esilio
Il Ducato di Brunswick-Lüneburg, di cui quello di Brunswick-Wolfenbüttel era una suddivisione, venne inglobato nel Regno di Vestfalia, governato dal fratello minore di Napoleone, Girolamo Bonaparte. Maria fu costretta a fuggire con i suoi bambini, rifugiandosi a Prenzlau. Nel 1806 il suocero fu costretto a fuggire, innanzi all'avanzata delle truppe napoleoniche ed a rifugiarsi ad Altona, dove morì a causa delle ferite riportate negli scontri con i francesi. Maria e la suocera Augusta di Gran Bretagna fecero una visita al capezzale dove giaceva malato, ma quando le truppe francesi si avvicinarono ad Amburgo, l'ambasciatore britannico consigliò loro di fuggire, cosicché le principesse dovettero abbandonarlo poco prima della sua morte. Le due donne furono invitate alla corte svedese dal cognato di Maria, Re Gustavo IV Adolfo di Svezia, ma Augusta preferì accettare l'ospitalità offertale dalla nipote Luisa Augusta di Danimarca. Maria accettò invece l'invito e si stabilì con i figli a Malmö, dove i sovrani svedesi risiedevano all'epoca senza corte, per esser più vicini al conflitto durante il momento difficile. Napoleone concesse inoltre a Federico Guglielmo il permesso di risiedere ad Altona.
Il fratello di Maria, il Principe Ereditario di Baden era sposato con Stefania di Beauharnais, una nipote della prima moglie di Bonaparte, di cui era alleato, e si recò in quell'epoca a Berlino per incontrarlo. Napoleone rifiutò di vedere Federico Guglielmo, ma disse che sarebbe stato lieto d'incontrare Maria, Carlo scrisse quindi alla sorella, invitandola a recarsi a Berlino da Napoleone quale ambasciatrice del Brunswick, in modo da perorare la causa del marito. Maria accettò il consiglio e decise di recarsi da sola a Berlino, ma venne fermata a Stralsunda per ordine del marito, che temeva che Napoleone la forzasse a sposare suo fratello Gerolamo Bonaparte. Infatti Federico Guglielmo amava teneramente la moglie, al punto da visitarla due volte in incognito in Svezia, nonostante quest'ultimo fosse all'epoca uno Stato nemico di Napoleone. In Svezia Maria visse a Malmö con la sorella e la di lei famiglia. A differenza di Federica tuttavia sembra che Maria fosse solita avere atteggiamenti informali con le dame del suo seguito. Inoltre ella pativa le restrizioni e la noia che aleggiavano a Malmö, in assenza di una vita di corte, sentendosi isolata dalla vita di società, e trovava difficile andar d'accordo col cognato, rigido e lunatico. Nel maggio del 1807 Federica lasciò Malmö e fece ritorno a Stoccolma per partorire, e chiese alla sorella di accompagnarla. Ma Federico Guglielmo la pregò invece di far ritorno in Germania, cosa che Maria fece.
Da quel momento visse con i suoi figli presso la corte di suo fratello, e visse sino alla sua morte prematura a Pforzheim. Maria morì, vittima di febbre puerperale, quattro giorni dopo aver partorito una bambina nata morta. È sepolta nella cripta principesca di Pfrozheim.

## Discendenza
Maria e Federico Guglielmo ebbero tre figli:
- Carlo (1804–1873), duca di Brunswick;
- Guglielmo Augusto Luigi Massimiliano, (1806–1884), duca di Brunswick;
- Una figlia nata e morta il 7 dicembre 1808.

## Ascendenza
|                                            |                                         |                                              | Genitori                                          |  |  | Nonni |  |  | Bisnonni                                       |  |  | Trisnonni                                       |  |
|                                            |                                         |                                              |                                                   |  |  |       |  |  | Federico, Principe Ereditario di Baden-Durlach |  |  | Carlo III Guglielmo, Margravio di Baden-Durlach |  |
|                                            |                                         |                                              |                                                   |  |  |       |  |  | Federico, Principe Ereditario di Baden-Durlach |  |  | Carlo III Guglielmo, Margravio di Baden-Durlach |  |
|                                            |                                         | Maddalena Guglielmina di Württemberg         |                                                   |  |  |       |  |  | Federico, Principe Ereditario di Baden-Durlach |  |  |                                                 |  |
| Carlo Federico, Granduca di Baden          |                                         |                                              |                                                   |  |  |       |  |  | Federico, Principe Ereditario di Baden-Durlach |  |  |                                                 |  |
|                                            |                                         | Principessa Amalia di Nassau-Dietz           | Giovanni Guglielmo Friso, Principe d'Orange       |  |  |       |  |  |                                                |  |  |                                                 |  |
|                                            |                                         | Principessa Amalia di Nassau-Dietz           | Giovanni Guglielmo Friso, Principe d'Orange       |  |  |       |  |  |                                                |  |  |                                                 |  |
|                                            |                                         | Principessa Amalia di Nassau-Dietz           | Langravia Maria Luisa d'Assia-Kassel              |  |  |       |  |  |                                                |  |  |                                                 |  |
| Carlo Luigi, Principe Ereditario di Baden  |                                         | Principessa Amalia di Nassau-Dietz           |                                                   |  |  |       |  |  |                                                |  |  |                                                 |  |
|                                            |                                         | Luigi VIII, Langravio d'Assia-Darmstadt      | Ernesto Luigi, Langravio d'Assia-Darmstadt        |  |  |       |  |  |                                                |  |  |                                                 |  |
|                                            |                                         | Luigi VIII, Langravio d'Assia-Darmstadt      | Ernesto Luigi, Langravio d'Assia-Darmstadt        |  |  |       |  |  |                                                |  |  |                                                 |  |
|                                            |                                         | Luigi VIII, Langravio d'Assia-Darmstadt      | Margravia Dorotea Carlotta di Brandeburgo-Ansbach |  |  |       |  |  |                                                |  |  |                                                 |  |
| Langravia Carolina Luisa d'Assia-Darmstadt |                                         | Luigi VIII, Langravio d'Assia-Darmstadt      |                                                   |  |  |       |  |  |                                                |  |  |                                                 |  |
|                                            |                                         | Contessa Carlotta di Hanau-Lichtenberg       | Giovanni Reinardo III, Conte di Hanau-Lichtenberg |  |  |       |  |  |                                                |  |  |                                                 |  |
|                                            |                                         | Contessa Carlotta di Hanau-Lichtenberg       | Giovanni Reinardo III, Conte di Hanau-Lichtenberg |  |  |       |  |  |                                                |  |  |                                                 |  |
|                                            |                                         | Contessa Carlotta di Hanau-Lichtenberg       | Margravia Dorotea Federica di Brandeburgo-Ansbach |  |  |       |  |  |                                                |  |  |                                                 |  |
| Principessa Maria di Baden                 |                                         | Contessa Carlotta di Hanau-Lichtenberg       |                                                   |  |  |       |  |  |                                                |  |  |                                                 |  |
|                                            | Luigi VIII, Langravio d'Assia-Darmstadt | Ernesto Luigi, Langravio d'Assia-Darmstadt   |                                                   |  |  |       |  |  |                                                |  |  |                                                 |  |
|                                            | Luigi VIII, Langravio d'Assia-Darmstadt | Ernesto Luigi, Langravio d'Assia-Darmstadt   |                                                   |  |  |       |  |  |                                                |  |  |                                                 |  |
|                                            | Luigi VIII, Langravio d'Assia-Darmstadt | Dorotea Carlotta di Brandeburgo-Ansbach      |                                                   |  |  |       |  |  |                                                |  |  |                                                 |  |
| Luigi IX, Langravio d'Assia-Darmstadt      | Luigi VIII, Langravio d'Assia-Darmstadt |                                              |                                                   |  |  |       |  |  |                                                |  |  |                                                 |  |
|                                            |                                         | Contessa Carlotta di Hanau-Lichtenberg       | Giovanni Reinardo III, Conte di Hanau-Lichtenberg |  |  |       |  |  |                                                |  |  |                                                 |  |
|                                            |                                         | Contessa Carlotta di Hanau-Lichtenberg       | Giovanni Reinardo III, Conte di Hanau-Lichtenberg |  |  |       |  |  |                                                |  |  |                                                 |  |
|                                            |                                         | Contessa Carlotta di Hanau-Lichtenberg       | Dorotea Federica di Brandeburgo-Ansbach           |  |  |       |  |  |                                                |  |  |                                                 |  |
| Principessa Amalia d'Assia-Darmstadt       |                                         | Contessa Carlotta di Hanau-Lichtenberg       |                                                   |  |  |       |  |  |                                                |  |  |                                                 |  |
|                                            |                                         | Cristiano III, Conte Palatino di Zweibrücken | Cristiano II, Conte Palatino di Zweibrücken       |  |  |       |  |  |                                                |  |  |                                                 |  |
|                                            |                                         | Cristiano III, Conte Palatino di Zweibrücken | Cristiano II, Conte Palatino di Zweibrücken       |  |  |       |  |  |                                                |  |  |                                                 |  |
|                                            |                                         | Cristiano III, Conte Palatino di Zweibrücken | Contessa Caterina Agata di Rappoltstein           |  |  |       |  |  |                                                |  |  |                                                 |  |
| Contessa Palatina Carolina di Zweibrücken  |                                         | Cristiano III, Conte Palatino di Zweibrücken |                                                   |  |  |       |  |  |                                                |  |  |                                                 |  |
|                                            |                                         | Carolina di Nassau-Saarbrücken               | Luigi Crato, Conte di Nassau-Saarbrücken          |  |  |       |  |  |                                                |  |  |                                                 |  |
|                                            |                                         | Carolina di Nassau-Saarbrücken               | Luigi Crato, Conte di Nassau-Saarbrücken          |  |  |       |  |  |                                                |  |  |                                                 |  |
|                                            |                                         | Carolina di Nassau-Saarbrücken               | Filippina Enrichetta di Hohenlohe-Langenburg      |  |  |       |  |  |                                                |  |  |                                                 |  |
|                                            |                                         | Carolina di Nassau-Saarbrücken               |                                                   |  |  |       |  |  |                                                |  |  |                                                 |  |